# Mindszent
Mindszent é uma cidade da Hungria, situada no condado de Csongrád-Csanád. Tem 59,35 km² de área e sua população em 2019 foi estimada em 6.560 habitantes.